# 稲熊町
稲熊町（いなぐまちょう）は、愛知県岡崎市の町名。24の小字が設置されている。

## 地理
岡崎市のやや北に位置する。町内を南北に縦断する東名高速道路を境に西は主に住宅地を、東は緑地を形成している。そのため東名高速道路をくぐると周りの風景はガラッと変わる。町内を流れる伊賀川の河川敷には桜が植えられており、春には多くの見物客で賑わう。
町内に稲熊町1丁目～8丁目があるが、これらは厳密には丁目ではなく小字であり、正確には稲熊町字1丁目～稲熊町字8丁目と表記される。

### 河川
- 伊賀川

### 小字
| - 字1丁目 - 字2丁目 - 字3丁目 - 字4丁目 - 字5丁目 - 字6丁目 - 字7丁目 - 字8丁目 - 字蓬田（あいだ） - 字赤松（あかまつ） - 字石神（いしがみ） - 字後田（うしろだ） | - 字大岩（おおいわ） - 字大岡作（おおおかさく） - 字海深（かいぶか） - 字滝道（たきみち） - 字寺下（てらした） - 字中屋敷（なかやしき） - 字猫沢（ねこざわ） - 字宮下（みやした） - 字向畑（むかいばた） - 字森下（もりした） - 字山神戸（やまがみど） - 字山道（やまみち） |

## 世帯数と人口
2019年（令和元年）5月1日現在の世帯数と人口は以下の通りである。
| 町丁   | 世帯数    | 人口    |
| ------ | --------- | ------- |
| 稲熊町 | 3,653世帯 | 9,273人 |

### 人口の変遷
国勢調査による人口の推移
| 1995年（平成7年）  | 7,173人 | [ 5 ] |  |
| 2000年（平成12年） | 7,881人 | [ 6 ] |  |
| 2005年（平成17年） | 8,135人 | [ 7 ] |  |
| 2010年（平成22年） | 8,687人 | [ 8 ] |  |
| 2015年（平成27年） | 9,000人 | [ 9 ] |  |

## 学区
市立小・中学校に通う場合の学区は以下の通りとなる。
| 区域                                                                                                | 小学校             | 中学校             | 高等学校 |
| --------------------------------------------------------------------------------------------------- | ------------------ | ------------------ | -------- |
| 字石神 字後田のうち愛知県立岡崎北高等学校東門に通ずる東西の道路以北 字山神戸（通称稲熊1区を除く。） | 岡崎市立井田小学校 | 岡崎市立葵中学校   | 三河学区 |
| その他                                                                                              | 岡崎市立梅園小学校 | 岡崎市立甲山中学校 | 三河学区 |

## 歴史
額田郡稲熊村を前身とする。江戸時代には岡崎藩及び西尾藩により治められていた。

### 町名の由来
古くは伊勢神宮領であり、稲の神穂を神前に供えていたことから稲前と呼び、「前」は「くま」とも読めるということから「熊」の字を当てたものと言われている。

### 沿革
- 1889年（明治22年）10月1日 - 町村制施行。箱柳村・田口村・板田村・大井野村・岩中村・小呂村と合併し、乙見村大字稲熊となる[12]。
- 1906年（明治39年）5月1日 - 岡崎町へ編入し、同町大字稲熊となる[13]。
- 1916年（大正5年）7月1日 - 市制施行に伴い、岡崎市大字稲熊となる[13]。
- 1917年（大正6年）7月1日 - 稲熊町に改称[13]。
- 1973年（昭和48年）3月3日 - 一部が石神町となる[13][14]。
- 2018年（平成30年）6月8日 - 一部が真伝吉祥一〜二丁目となる[14]。

### 古墳
- 海深第1号墳
- 海深第2号墳
- 滝道古墳

## 施設
- 岡崎学園高等学校
- 岡崎市立梅園小学校
- 岡崎市稲熊保育園
- 岡崎市梅園学区市民ホーム
- 岡崎市梅園学区こどもの家
- 岡崎市井田学区こどもの家
- 梅園公園
- 稲熊公園
- 稲熊東公園
- 第3号稲熊緑地
- 法専寺
- 稲前神社
- 石作神社
- 岡崎信用金庫 稲熊支店
- 碧海信用金庫 稲熊支店
- 佐川急便 岡崎営業所
- ヤマト運輸 岡崎稲熊センター
- レッドバロングループ第2流通センター
- ドミー 稲熊店
- スギ薬局 稲熊店
- ワークマン 岡崎稲熊店
- ファミリーマート 岡崎稲熊1丁目店
- セブン-イレブン 岡崎稲熊店
- ローソン 岡崎稲熊店
- ブロンコビリー 岡崎稲熊店
- モスバーガー 稲熊店
- 食事の館すずか

## 交通

### 道路
- 東名高速道路
  - 通過するのみである
- 愛知県道26号岡崎環状線
  - 竜東メーンロード
- 愛知県道477号東大見岡崎線
  - モダン通り
  - グランドロード
- 都市計画道路日名橋線[15]
  - 平針街道
- 伊賀川桜堤
- 都市計画道路岡崎環状線[15]

### バス
- 名鉄バス
  - 岩中線
  - 真伝循環線
  - 大門駅・市民病院線
  - 大樹寺・病院線
  - 大沼線
- まちなかにぎわいバス
  - 南北ルート

## ギャラリー
- 岡崎学園高等学校
- 岡崎市立梅園小学校
- 岡崎市稲熊保育園
- 梅園学区こどもの家
- 梅園公園
- 稲熊東公園
- 稲前神社
- 食事の館すずか
- 伊賀川の土手に咲く彼岸花

## その他

### 日本郵便
- 郵便番号 : 444-0071[3]（集配局：岡崎郵便局[16]）。

## 参考資料
- 「角川日本地名大辞典」編纂委員会 編『角川日本地名大辞典 23 愛知県』角川書店、1989年3月8日。ISBN 4-04-001230-5。
- 有限会社平凡社地方資料センター 編『日本歴史地名体系第23巻 愛知県の地名』平凡社、1981年。ISBN 4-582-49023-9。
- 新編岡崎市史編さん委員会 編『新編岡崎市史 総集編 20』1993年。